# Hawkmon
Hawkmon (ホークモン?) è un Digimon di livello intermedio del media franchise giapponese Digimon, che comprende anime, manga, giocattoli, videogiochi, carte collezionabili ed altri media.
"Hawkmon" è il nome che condividono tutti i membri di questa particolare specie Digimon. Ci sono numerosi Hawkmon diversi che appaiono in varie serie anime e manga di Digimon.
L'apparizione più conosciuta di Hawkmon è quella nell'anime Digimon Adventure 02 come Digimon partner di Yolei Inoue.
L'Hawkmon di Digimon Adventure 02 appare anche in tutti i film relativi alla serie.
Hawkmon è doppiato in giapponese da Kōichi Tōchika e in italiano da Patrizia Burul in Adventure 02 e da Giò Giò Rapattoni nel film.

## Aspetto e caratteristiche
Il nome "Hawkmon" deriva parzialmente dalla parola inglese "hawk", che significa "falco", e dal suffisso "-mon" (abbreviazione di "monster") che tutti i Digimon hanno alla fine del loro nome. "Hawkmon", quindi, significa "mostro simile ad un falco".
Hawkmon è una creatura molto simile ad un aquilotto. Ha piume rosse e grandi piedi gialli con artigli bianchi come quelli degli uccelli rapaci. Le sue ali terminano con tre artigli neri, che Hawkmon usa anche come dita. Presenta dei segni rossi sul muso bianco, mentre il becco è di colore giallo.
Hawkmon ha una coda, anch'essa rossa, formata da tre grosse piume. Ha occhi azzurri ed indossa una cintura intorno alla testa, che tiene ferma anche una piuma rossa e gialla, usata come arma, sulla testa del Digimon. Questa piuma è un regalo di un Garudamon.
Hawkmon è un Digimon molto premuroso ed educato, che parla sempre in tono compito e piuttosto formale. Ha una voce piuttosto acuta.

## Apparizioni
Hawkmon è un personaggio principale di Adventure 02 ed appare anche nei due film dedicati alla serie: Digimon Hurricane Touchdown!!/Supreme Evolution!! The Golden Digimentals e Diaboromon Strikes Back!.
Hawkmon, così come Veemon e Armadillomon, è un Digimon proveniente dall'antichità e che era stato sigillato dal Digimon Supremo Azulongmon per essere risvegliato in tempi di crisi. Hawkmon viene liberato nel secondo episodio di Adventure 02, "L'apertura del Digivarco", quando Yolei solleva il Digiuovo dell'Amore.
Durante Adventure 02, Hawkmon guadagna l'abilità di assumere due diverse forme di livello armor - una da ogni Digiuovo posseduto dalla sua partner umana Yolei. Dopo la sconfitta dell'Imperatore Digimon, la forma naturale di livello campione di Hawkmon, Aquilamon, viene sbloccata, così come, poco dopo, l'abilità della DNAdigievoluzione con Gatomon.

## Altre forme
Il nome "Hawkmon" si riferisce solo alla forma di livello intermedio di questo Digimon. Durante la serie, Hawkmon riesce a Digievolvere in un certo numero di forme più potenti, ognuna con nome ed attacchi speciali diversi. Tuttavia, il livello intermedio è la sua forma di preferenza, nonché quella in cui passa la maggior parte del tempo, a causa della più alta quantità di energia richiesta per rimanere ad un livello più alto.
Hawkmon raggiunge anche una terza Armordigievoluzione, Rinkmon, che avviene grazie al potere del Digiuovo dell'Amicizia di Davis, ma appare solo in uno dei Drama-CD dedicati ad Adventure 02.

### Pururumon
Pururumon (プルルモン) è la forma al livello primario di Hawkmon. Il suo nome viene dalla parola giapponese "purupuru", che indica qualcosa che si agita o trema. Assomiglia ad un piccolo pinguino rosa con occhi neri, gote rosse e becco giallo.
Pururumon appare quando Silphymon perde così tanta energia che Hawkmon non è in grado di rimanere al livello intermedio.

### Poromon
Poromon (ポロモン) è la forma al livello primo stadio di Hawkmon. Il nome "Poromon" viene dalla parola giapponese "porori", che indica il lasciar cadere qualcosa. Poromon è di forma sferica, ricoperto da piume marrone chiaro ed ha due ali. Ha becco giallo, occhi azzurri e presenta già la piuma caratteristica di Hawkmon, benché non sia usata come arma.
Hawkmon torna al livello primo stadio quando si reca nel mondo reale con Yolei o quando è costretto a dedigievolvere dopo una battaglia particolarmente difficile.

### Aquilamon
Aquilamon (アクィラモン) è la Digievoluzione al livello campione naturale di Hawkmon. Il nome "Aquilamon" viene dalla parola latina ed italiana "aquila". Come indica il nome, Aquilamon assomiglia ad una grossa aquila marrone, con estremità delle ali bianche (tranne le ultime piume che sono rosse), zampe e becco gialli e coda marrone. Il muso del Digimon volatile è di colore bianco, con segni rossi su di esso, inoltre ha due lunghe corna nere. Sulla schiena presenta quattro piume uguali a quella sulla sua testa.
Hawkmon digievolve Aquilamon per la prima volta per impedire che una diga venga distrutta da un Rockmon creato da Arakenimon. La sua Digievoluzione viene innescata quando Yolei capisce di aver giudicato male Ken; avendolo visto distruggere senza pietà un Thunderballmon precedentemente, lei e gli altri Digiprescelti credevano che lui fosse ancora spietato come quando era l'Imperatore Digimon, ma dopo la scoperta che Thunderballmon era stato creato da un Obelisco di Controllo i ragazzi si rendono conto che Ken ha distrutto solo un Digimon artificiale, non uno vero. Da allora, Aquilamon appare più di Halsemon e Shurimon per combattere i nuovi nemici creati da Arakenimon. Durante il caos creato da BlackWarGreymon, Aquilamon e Gatomon diventano la seconda coppia a riuscire nella DNAdigievoluzione, formando Silphymon.

### Halsemon
Halsemon (ホルスモン ?, Holsmon), "le Ali dell'Amore", è la forma che assume Hawkmon quando armordigievolve usando il Digiuovo dell'Amore. Il nome "Halsemon" deriva da quello di Horus, una divinità simile ad un uccello dell'antico Egitto.
Halsemon è un tributo a Biyomon e alle sue digievoluzioni (Birdramon e Garudamon).
Hawkmon armordigievolve Halsemon per la prima volta nel giorno della sua liberazione, nell'episodio "L'apertura del Digivarco", quando l'Imperatore Digimon rapisce Davis. L'Amore di Yolei evoca il potere delle Digiuova, permettendo ad Hawkmon di armordigievolvere Halsemon. Da quel momento, Halsemon diviene un guerriero di valore durante il regno del terrore dell'Imperatore Digimon. Yolei è inoltre solita viaggiare sul dorso di Halsemon.
Dopo che Ken rinuncia al suo alter ego malvagio, Hawkmon guadagna l'abilità di raggiungere la sua forma naturale al livello campione, Aquilamon. Aquilamon prende quindi il ruolo di forma primaria di combattimento di Hawkmon e Halsemon compare solo qualche altra volta.
Halsemon fa la sua ultima apparizione nell'ultimo episodio di Adventure 02, "Digiworld, dolce Digiworld", quando la squadra viene trasportata in una dimensione dove, secondo Gennai, "i sogni divengono realtà". In questa dimensione Hawkmon riesce a digievolvere contemporaneamente in tutte le forme guadagnate fino a quel momento.

### Shurimon
Shurimon (シュリモン), "la Forza della Sincerità", è la forma che Hawkmon assume digievolvendo grazie al Digiuovo della Sincerità. Il nome "Shurimon" deriva da una famosa arma ninja, lo shuriken.
Shurimon è un tributo a Palmon ed alle sue digievoluzioni (Togemon e Lillymon).
Hawkmon armordigievolve Shurimon la prima volta quando il gruppo trova il Digiuovo della Sincerità, che si rivela durante il combattimento contro un Digitamamon soggiogato dalla Spirale del Male. Il comportamento incoerente del Digimon, fino a poco prima apparentemente inoffensivo, causa un'espressione di sentimenti sinceri in Yolei, permettendo al Digiuovo di rivelarsi. Yolei usa quindi il potere delle Digiuova e permette ad Hawkmon di armordigievolvere Shurimon.
Dopo che Ken rinuncia al suo alter ego malvagio, Hawkmon guadagna l'abilità di raggiungere la sua forma naturale al livello campione, Aquilamon. Aquilamon prende quindi il ruolo di forma primaria di combattimento di Hawkmon e Shurimon compare solo qualche altra volta.
Shurimon fa la sua ultima apparizione nell'ultimo episodio di Adventure 02, "Digiworld, dolce Digiworld", quando la squadra viene trasportata in una dimensione dove, secondo Gennai, "i sogni divengono realtà". In questa dimensione Hawkmon riesce a digievolvere contemporaneamente in tutte le forme guadagnate fino a quel momento.

### Silphymon
Silphymon (シルフィーモン) è un Digimon di livello evoluto che è la DNAdigievoluzione tra Aquilamon e Gatomon, combinando le caratteristiche e gli attributi di un Digimon volatile con quelle di un Digimon mammifero. Alcune delle sue parti riconoscibili sono le orecchie di Gatomon e le piume delle ali di Aquilamon sulle braccia e sulle gambe. Il nome "Silphymon" viene dalla parola inglese "Sylph", che indica la "Silfide", un genio del vento e dei boschi di sesso femminile della mitologia.
Si forma per la prima volta quando Yolei, Kari e Ken finiscono per rimanere intrappolati nel Mare Oscuro e vengono attaccati da un Blossomon creato da Arakenimon. Kari è troppo spaventata per muoversi, ma Yolei cerca di smuoverla da quello stato dicendole che, finché loro due sono amiche, Kari non ha nulla da temere. In quel momento, i cuori di Yolei e Kari battono all'unisono, permettendo ai rispettivi Digimon partner di unirsi. Il Digimon appena formatosi, Silphymon, riesce a distruggere Blossomon e a riportare tutti a Digiworld. Alla fine Silphymon diviene essenziale per combattere i piani diabolici di Mummymon e BlackWarGreymon. Silphymon sconfigge anche LadyDevimon, la rivale di Angewomon. Da notare che, nonostante il potere di Gatomon sia ridotto a causa della perdita del suo anello sacro, Silphymon è comunque forte quanto un qualsiasi altro Digimon di livello evoluto. Dopo che Silphymon regredisce, Aquilamon torna ad essere Poromon.

## Accoglienza
Secondo WatchMojo, Silphymon è il sesto miglior Digimon nato da una fusione. Coby Greif di CBR ha considerato Halsemon e Shurimon rispettivamente come la settima e la seconda miglior armor digievoluzione.